# Németh József (táncdalénekes)
Németh József (1931 – Budapest, 2012. május 15.) magyar táncdalénekes.

## Élete
A hatvanas évek elején tűnt fel, amikor Mikes Évával közösen elénekelte a Téli szerelem című film betétdalát, az Angélát. Ez hozta meg számára a népszerűséget; elegáns stílusa, mindig kifogástalan megjelenése miatt hamar népszerűvé vált a hagyományos tánczene rajongóinak körében. 1963-ban megjelent első kislemezét számtalan más is követte olyan slágerekkel, mint a Kicsit szomorkás a hangulatom (1965), a Nem kell nékem nagyhercegnő (1965) vagy például a Négyszemközt. Sikerét nagyban növelte, hogy az éneklés mellett jól zongorázott is, gyakran kísérte saját magát.
Táncdalénekesi pályája mellett filmszerepre (Patyolat akció) és musicalszínészi szereplésre (Kaktusz virága 1966-ban a József Attila Színházban) is maradt ideje. Állandó résztvevője volt a táncdalfesztiváloknak, illetve egyéb más tánczenei rendezvényeknek. (Tessék választani!, Made in Hungary)
A beat előretörésével veszített népszerűségéből, Németországba disszidált. Csak az 1990-es évek végén tért vissza Magyarországra, és utána is néha fellépett különböző rendezvényeken. 2001-ben jelent meg Daloló csavargó című CD-je.
2012. május 15-én elhunyt.

## Videók
- József válogatás, YouTube